# Сосновка (Красноградский район)
Сосновка (укр. Соснівка), село, Сосновский сельский совет, Красноградский район, Харьковская область, Украина.
Код КОАТУУ — 6323386001. Население по переписи 2001 года составляет 473 (215/258 м/ж) человека.
Является административным центром Сосновского сельского совета, в который, кроме того, входит село Березовка.

## Географическое положение
Село Сосновка находится на расстоянии в 2 км от реки Берестовая (левый берег), выше по течению на расстоянии в 1 км расположено село Березовка, ниже по течению на расстоянии в 3 км расположено село Петровка, на противоположном берегу расположено село Калиновка. Между селом и рекой лесные массивы. По селу протекает пересыхающий ручей.
Полезные ископаемые; Сосновскоеое газовое место рождения.

## История
В 1946 г. Указом ПВС УССР село Цигляровка переименовано в Сосновку.

## Экономика
- Молочно-товарная ферма.
- Аграрное хозяйство

## Объекты социальной сферы
- Школа.
- Сельский совет
- Библиотека

## Известные люди
- Ламберт Карл Осипович — долгие годы жил и похоронен герой Отечественной войны 1812 года[2].
- Гулый, Иван Михайлович - украинский предприниматель

## Религия
- Православие
- Церковь Веры, Надежды, Любови и матери их Софии.